# Paracatu (kommun)
Paracatu är en kommun i Brasilien.   Den ligger i delstaten Minas Gerais, i den sydöstra delen av landet, 190 km sydost om huvudstaden Brasília. Antalet invånare är 84 687.
Följande samhällen finns i Paracatu:
- Paracatu

Omgivningarna runt Paracatu är huvudsakligen savann. Runt Paracatu är det glesbefolkat, med 9 invånare per kvadratkilometer.